# Удовиченки (Зеньковский район)

Удовиченки (укр. Удовиченки) — село,
Удовиченковский сельский совет,
Зеньковский район,
Полтавская область,
Украина.
Код КОАТУУ — 5321386901. Население по переписи 2001 года составляло 535 человек.
Является административным центром Удовиченковского сельского совета, в который, кроме того, входят сёла
Зайцы,
Косяки,
Левченки,
Матяши и
Руденки-Гончары.

## Географическое положение
Село Удовиченки находится на расстоянии в 1 км от сёл Матяши и Косяки.
По селу протекает пересыхающий ручей с запрудой.

## История
- 1687 — дата основания
- В 1859 году на хуторе Удовиченков жило 17 человек (9 мужского и 8 женского пола)[2]
- Есть на карте 1869 года как Одовиченки[3]
- Вознесенская церковь с 1896 года[4]
- В 1911 году на хуторе Удовиченко 1-м была церковь, земская и церковно-приходская школы и проживало 154 человека (71 мужского и 83 женского), а на хуторе Удовиченко 2-м 7 человек (3 мужского и 4 женского)[5]
- После 1945 года присоеденены Горопашни[6] (Селки[7])

## Экономика
- АФ «Победа».

## Объекты социальной сферы
- Школа.